# فرقة المشاة الإيطالية "صبراتة" الستين فرقة مشاة
كانت فرقة المشاة الإيطالية «صبراتة» الستين فرقة مشاة إيطالية قابلة للنقل التلقائي خلال الحرب العالمية الثانية. تم إنشاء «صبراتة» في مايو 1937، في غريان، ليبيا وتم تدميره في 25 يوليو 1942 بالقرب من العلمين، مصر. وقد ورثت بعض الموظفين والمعدات من قبل 102 شعبة بمحركات ترينتو ‏. تم تصنيف صبراتة على أنها قسم قابل للنقل التلقائي، مما يعني أنه يمكن نقل الموظفين والمعدات على السيارات والشاحنات، وإن لم يكن في وقت واحد.

## عمل
أثناء وقوفه على الحدود التونسية الليبية من 10 يونيو 1940 إلى 25 يونيو 1940، سرعان ما عاد صبراتة إلى مهام الحامية في طرابلس. في ديسمبر 1940، انتقلت الفرقة إلى مواقع دفاعية جنوب درنة. خلال أواخر يناير 1941، اعتقدت سلسلة من المعارك المؤجلة اليائسة ضد القوات البريطانية المتقدمة تتقدم وفقًا لعملية البوصلة في منطقة درنة - القبة. في 30 كانون الثاني (يناير) 1940، عندما أصبح خطر التطويق واضحًا، دخل قسم صبراتة عبر سولونية والمرج وبنغازي ووصل إلى قمينيس في 5 فبراير 1941. عند هذه النقطة، فقد الاتصال مع القوات البريطانية، وتراجع فلول صبراتة عبر طريق أجدابيا - سرت، وتم تكليفهم بالدفاع الساحلي في منطقة الخمس. في شهر مايو من عام 1941، تم إصدار أمر للقسمة المجددة بالمواقع الدفاعية داخل البلاد، لتغطية جبهة غريان - نالوت، مع تغطية معظم الوحدات لمقاربة غريان. بحلول سبتمبر 1941، تم نقل قسم صبراتة إلى محمية شرق طبرق.
التقى الإصلاح الذي تم إصلاحه بثروة مختلطة خلال حملة الصحراء الغربية. في البداية، كانت صبراتة تغطي منطقة السلوم. قريبا فشلت الدفاعات الإيطالية، واضطر الانقسام إلى تراجع شاقة من خلال منقار عين الغزالة، درنة، آل القبة والمخيلي. أخيرًا، في 23 ديسمبر 1941، قامت بالوقوف على الطريق الساحلي في بريجا، مما حال دون تقدم الحلفاء عبر الطريق الساحلي. في 23 يناير 1942، بدأت صبراتة في التقدم مرة أخرى، حيث غزت جزئيا أجدابيا من الشمال الشرقي. في مايو 1942، تم إحراز تقدم إضافي في بئر تمراز، وصولًا إلى خليج بومبا. الشروع في هزيمة قوات العدو في عين الغزالة، ووصل إلى طبرق 15 يونيو 1942 والمضي قدما شرقا دون محاولة مهاجمتها. شاركت صبراتة في معركة غزالة ولعبت دورًا مهمًا في القبض على 6000 سجين في غزالة في 16 يونيو 1942 بعد أن هزمت فرقة تريست ذات الفرقة الآلية رقم 101 و 15 فرقة بانزر اللواء البريطاني الثاني والرابع. 20 يونيو 1942 كان التقسيم يقع شرق أكروما. بعد سقوط طبرق في 21 يونيو 1942، سارع صبراتة في حركته، مروراً بتتابع سريع عبر بارديا وسلوم وسيدي براني، ووصل إلى جوار العلمين في 1 يوليو 1942.
قبل أن يتم تحصين المواقع الواقعة غرب العلمين (التي تسمّى الآن ضريح Sacrario Italiano di Tell-El-Eisa) بشكل كافٍ، هاجم اللواء 26 الأسترالي. تم توجيه فرقة صبراتة بالكامل تحت وابل المدفعية الثقيلة في 10 يوليو 1942، مع أكثر من 1500 إيطالي من سجينهم، منهم 835 جنديًا إيطاليًا (جزء كبير من كتيبة المشاة ومجموعة المدفعية) تم أسرهم على أيدي الكتيبة الأسترالية 2/48 العقيد HH Hammer في تل العيسى. كان رد فعل الإيطاليين بقوة وكتيبة من الفرقة ترينتو 102 بمحركات وأمرت بمساعدة Bersaglieri القوات لاستعادة هذا المنصب. في الوقت الذي فشلت فيه الهجمات المضادة الإيطالية في تحقيق هدفها، إلا أنها اشترت وقتًا للسماح لفيلق XXI الميكانيكي الإيطالي بالاندفاع في كتيبة من فرقة «تريست» ودبابات L3 وM13 / 40 من المجموعة الثالثة «نوفارا» المدرعة والرائد غابرييل فيري الكتيبة المدرعة الحادية عشر للقطاع المتضرر واحتواء التقدم الأسترالي. في هذه الأثناء شعبة «صبراتة» قد تعافت من ضربة الأولى وفوج المشاة 1 الكتيبة 85 العقيد Angelozzi في شعبة صبراتة، بدأت هجمة مرتدة شرسة على القوات الموجودة أخبر ايل العيسى في 14 تموز تدعمها الدبابات الايطالية ونجحت في اختراق الدفاعات، بين الميزة وحافة تل العيسى الرئيسية. تحت ضغوط شديدة، أجبرت القوات الأسترالية على الانسحاب من مواقعها الأمامية، لكن دفاعاتها الرئيسية ظلت كما هي إلى حد كبير. تم دمج الناجين من صبراتة في فوج المشاة الحادي والستين في فرقة ترينتو الآلية رقم 102 ، وتم حل فرقة صبراتة رسمياً في 25 يوليو 1942.

## أوامر المعركة

### ترتيب المعركة (1940)
- - فوج المشاة 85
  - 86 فوج المشاة
  - فوج المدفعية الثاني والأربعون (في وقت لاحق فوج مدفعية آرتيلير الثالث)

### وسام المعركة (1 فبراير 1941)
- 85. فوج المشاة «فيرونا»
  - 1a فرقة المشاة 1a Cp. fanteria
  - شركة المشاة 2 أ
  - شركة 85A هاون (دا 81)
- 86. فوج المشاة «فيرونا»
  - 1a فرقة المشاة 1a Cp. fanteria
  - شركة المشاة 2 أ
  - شركة هاون 86 أ (دا 81)
- مجموعة الفوج المدفعية
  - مقر المدفعية
  - 283. كتيبة المدفعية
    - 1A بطارية مدفعية (Cannone da 75/27 modello 11)
    - بطارية مدفعية 2a (Cannone da 75/27 modello 11)
    - بطارية مدفعية 3a (Cannone da 75/27 modello 11)

  - 284. كتيبة المدفعية
    - 1A بطارية مدفعية (Cannone da 75/27 modello 11)
    - بطارية مدفعية 2a (Cannone da 75/27 modello 11)
- 60. كتيبة المهندسين المختلطة
- القسم الطبي
- 20a مستشفى فيلد
- 105a قسم النقل الطبي المختلط
- كتيبة المشاة «سان ماركو» [3]
- 136. فوج المشاة جيوفاني الفاسيستي (من الفرقة 136)
- 340a إغلاق بطارية الدعم (65/17)
- 18. كتيبة المدفعية
  - 1. بطارية مدفعية (8.8 سم)
- 42. كتيبة المدفعية
  - 1. بطارية مدفعية (بنادق Cannone da 75/50 AA)
- بطارية المدفعية 14 أ (76/30 وزارة الدفاع. 15 بندقية آرمسترونغ دي بوزولي البحرية)
- 33. كتيبة الصابر

### وسام المعركة (24 مايو 1942)
- 85. فوج المشاة
- 86. فوج المشاة
- 42. فوج المدفعية
- 60. كتيبة المهندسين المختلطة